# Luigi Luca Cavalli-Sforza
Luigi Luca Cavalli-Sforza (Genova, 25 gennaio 1922 – Belluno, 31 agosto 2018) è stato un genetista e antropologo italiano.

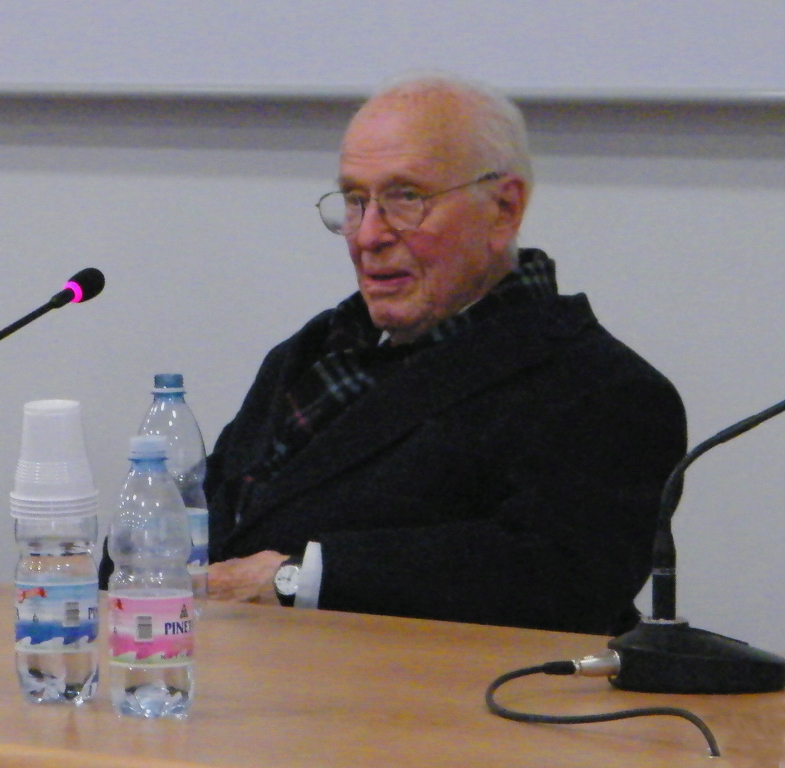
Luigi Luca Cavalli-Sforza nel 2010

Professore emerito all'Università di Stanford in California, divenne noto per la sua attività di ricerca nell'ambito della genetica delle popolazioni. Si è occupato anche di antropologia e di storia, nei suoi studi sulle migrazioni dell'uomo.

## Biografia e carriera

### Gli anni della giovinezza
Luigi Cavalli-Sforza nacque a Genova, il 25 gennaio 1922, figlio di Pio Cavalli e Attilia Manacorda. Il padre, che morì nel 1949, si occupava di pubblicità e scrisse il primo libro italiano sull'argomento, La spada dell'America. Egli cercò di far appassionare il figlio all'astronomia, con scarso successo, ma gli trasmise l'avversione ai padroni e lo convinse a cercare un mestiere in cui non si dipende da nessuno. La madre era invece laureata in lettere, e seguì assiduamente la preparazione agli studi del figlio. Insegnandogli a leggere e scrivere direttamente a casa, gli permise di entrare nella scuola elementare Michele Coppino di Torino partendo dalla classe seconda, nel marzo del '28. In quarta elementare passò poi all'Istituto Sociale gestito dai gesuiti, dove rimase per ben due anni. A scuola si rendeva spesso conto che molte cose insegnategli non erano davvero utili. Quando il padre nel 1929 perse il posto di lavoro, Luca dovette abbandonare la scuola dei gesuiti. Il secondo marito della nonna materna, il conte Francesco Sforza di Castel San Giovanni, (figlio dello storico Giovanni Sforza), lo adottò, facendogli aggiungere il cognome Sforza. Iniziò dunque a frequentare il Liceo classico Massimo d'Azeglio, dove assistette a lezioni di illustri professori quali Oreste Badellino (professore di latino) e Casalegno (professore di francese). Del periodo liceale ricorda una lezione in cui il suo professore di religione affermò di non credere nella teoria evoluzionistica. L'allora quattordicenne Luca dichiarò di essersi interessato alla lezione non per ribellione, ma perché le prove riportate dal professore non avevano alcuna base logica, a differenza dell'evoluzione, che gli sembrava del tutto ragionevole. Qualche anno dopo si rese conto dell'utilità di quella lezione nell'indirizzare e determinare le sue scelte di vita.
A causa della noia e della lentezza degli insegnamenti a cui era sottoposto, divenne sempre più indisciplinato, tanto da rischiare la bocciatura, così decise di studiare privatamente preparando, da solo e in anticipo, gli esami di stato, nei quali riuscì ad ottenere ottimi voti.
Nell'indecisione sulla facoltà in cui proseguire i suoi studi, la madre lo mandò durante le vacanze estive all'Università di Oxford, per seguire corsi di lingua inglese. Qui, passando per i laboratori di biologia, si affascinò ai microscopi, e capì che l'unica opportunità per lavorare con quegli attrezzi era studiare medicina. Ma una laurea in medicina offriva anche altri vantaggi oltre ai microscopi: la sicurezza economica, e l'interesse verso il prossimo. Tornato a Torino, nel 1938 compilò il foglio di iscrizione alla facoltà di medicina. A tale proposito, racconta un aneddoto: mentre attendeva allo sportello per la compilazione del modulo, fu preso dal dubbio se non fosse meglio iscriversi alla facoltà di scienze. Per pigrizia decise però di non compilare un altro modulo e iniziare una nuova fila. Col senno di poi si trovò a non pentirsi della scelta di medicina: se si fosse iscritto alla facoltà di scienze, due anni dopo sarebbe stato chiamato alle armi e la sua vita sarebbe stata molto diversa, probabilmente lontana dalle ricerche che l'hanno reso famoso.
Nei suoi studi, paradossalmente, ricorda di aver provato una strana fobia verso le leggi di Mendel.
Nel secondo anno fu nominato allievo interno all'Istituto di Anatomia, il che gli permise di seguire le lezioni di Giuseppe Levi (tra i cui allievi vi furono tre importanti premi Nobel come Salvador Luria, Renato Dulbecco e Rita Levi-Montalcini). In seguito all'espulsione di Levi dalla facoltà, in applicazione delle leggi razziali fasciste, Luca Cavalli-Sforza non si abbatté e decise di proseguire gli studi al Collegio Ghislieri di Pavia, scuola di fama e prestigio nazionale.
Gli anni al Ghislieri furono caratterizzati da un'insolita libertà intellettuale (insolita perché spesso repressa dalla dittatura fascista del periodo). Qui fece amicizia con Giovanni Magni, suo collega di medicina, con il quale decise di intraprendere le prime ricerche, ma l'università italiana, privata di molti professori ebrei che vantavano bravura e posizioni eccellenti, era in grave declino e crisi. E il Ghislieri a Pavia non era esente da questa crisi, dovuta anche alle cattedre ereditate per servilismo da alcuni nuovi professori. Per fortuna però c'erano ancora persone valide, come il professor Emilio Veratti, che fu tra i primi a consigliargli, attraverso libri e articoli, di seguire la strada della genetica italiana.
Nel frattempo iniziarono le prime ricerche batteriologiche con l'amico Magni sul bacillo del carbonchio, ricerche che portarono Cavalli-Sforza in Germania a lezione dal professor Prigge, in un periodo storico molto fortunato per il ricercatore (1942). In seguito Cavalli-Sforza proseguì i suoi studi all'Istituto di Anatomia di Torino, dove conobbe il suo primo amore, ma soprattutto, un professore che saziò la sua sete di poter seguire un maestro degno di nota il quale era Adriano Buzzati-Traverso (fratello del famoso scrittore Dino Buzzati).
Con quest'ultimo iniziarono le ricerche sulla Drosophila melanogaster, il moscerino più famoso della storia della genetica, per la facilità con cui si individuano al microscopio i suoi cromosomi. Trasferitosi per ulteriori studi a Berlino, Buzzati convinse Cavalli e Magni a seguirlo al Berlin Buch (oggi Max Planck Institute), guidato allora dal famoso genetista russo Nikolaj Wladimirovic Timofeeff-Ressovsky. Questa visita illuminò il futuro di Cavalli-Sforza, che da lì decise che la sua strada sarebbe stata la genetica.

### La fine degli anni universitari, l'ingresso nella professione e gli studi sui batteri
Scampato per un pelo all'arresto da parte delle truppe tedesche durante i suoi vari spostamenti, Cavalli-Sforza decise di seguire Buzzati nella sua nuova sede a Pallanza, all'Istituto di Idrobiologia. Il trasferimento gli permise di proseguire i suoi studi indisturbato negli anni della Guerra. Nel frattempo si era fidanzato e poi sposato, a 23 anni, con Albamaria Ramazzotti, nipote di Buzzati. Nel gennaio del 1946 ebbero il primo figlio Matteo. Seguiranno poi Francesco, Tommaso e infine Violetta. Si era anche reso conto di essersi interessato troppo facilmente alla carriera di ricercatore senza nemmeno aver provato, almeno per un po', a fare il medico. Vi si dedicò dunque, ma dopo qualche breve esperienza, capì che erano ancora una volta i microscopi ad affascinarlo. Inoltre, conscio del fatto che l'istruzione matematica ricevuta al liceo non era stata sufficiente, iniziò a studiare statistica, nella convinzione che ciò potesse di molto giovare ai suoi futuri studi. E così fu. Di fondamentale importanza anche la collaborazione con Ronald Fisher, "padre" della statistica moderna (divenuto Sir Ronald), che Cavalli Sforza ebbe la fortuna di conoscere nel 1948 all'VIII Congresso internazionale di genetica a Stoccolma, e grazie ad una breve permanenza nel Regno Unito.
Quando collaborò ad alcuni studi di Fisher a Cambridge, questi gli fece noto il proprio desiderio di realizzare la mappa cromosomica relativa agli esseri umani. Con Sir Ronald, su suo suggerimento, Cavalli ha ideato e praticato nuovi metodi e teorie di indagine. Proseguendo poi gli studi sulle ricombinazioni dell'Escherichia coli assieme a Joshua Lederberg, gli sembrò che tutto procedesse per il meglio e confermasse la speranza di Fisher di giungere a una teoria matematica del crossing-over. Incrociando un batterio della serie Hfr (high frequency of recombination) con un batterio a cellula tonda e immobile, i due scienziati notarono che i due batteri si tenevano a una certa distanza e che uno dei due utilizzava una "corda”" per agganciarsi all'altro.
Ma le sorprese sulla sessualità batterica non finirono qui. Successivamente, in seguito ad altre osservazioni, lo studioso notò che la sessualità veniva quasi innestata tra un batterio e l'altro come un virus: si trattava di sessualità infettiva? A quanto pare vi era un gene che trasmetteva la sessualità. Le teorie e gli studi di Cavalli-Sforza, Lederberg e Hayes dovettero però scontrarsi con lo scetticismo (che generava anche isolamento) da parte di alcuni studiosi, e anche con il razzismo di altri (“Ma come si può credere a queste fantasie: quando si vede che a proporle è Cavalli, un italiano, Lederberg, un ebreo, e Hayes, un irlandese?”). Gli studi sui batteri comunque proseguirono.

### La carriera nell'università italiana: dai batteri alla deriva genetica
Dopo due anni e mezzo passati nel Regno Unito, nel 1950 Luca Cavalli-Sforza rientrò in Italia, e gli fu offerto di insegnare statistica a Pavia (quando ormai da tempo egli lavorava all'Istituto Sieroterapico Milanese). Nel 1951 iniziò il suo incarico come professore di genetica e microbiologia all'Università di Parma, dove conobbe Danilo Mainardi (oggi famoso per i suoi studi di etologia), Antonio Moroni (appassionato di ecologia) e Bruno Schreiber (professore di zoologia). Con Mainardi e Schreiber avviò studi sull'evoluzione degli uccelli, e grazie a Moroni riuscì ad ottenere materiale di interesse genetico che proveniva dagli archivi della Chiesa, attraverso il quale si appassionò nella ricostruzione delle genealogie degli abitanti di Riana. Nel 1954 un funzionario della Rockefeller Foundation gli propose di proseguire le sue ricerche a Madison, dove la Rockefeller avrebbe finanziato i suoi studi. Cavalli-Sforza accettò e lo stesso anno si trasferì a Madison, dove già insegnava l'amico Lederberg. Tornato che fu dagli Stati Uniti d'America, la Rockefeller gli propose ancora un contratto di ricerca da svolgere sull'argomento che più lo interessasse e senza dover abbandonare Parma. In quel periodo Cavalli-Sforza si era appassionato anche agli studi sulla deriva genetica, in base alla quale veniva studiata la variazione casuale delle proporzioni dei geni in popolazioni diverse. Approfondire la deriva genetica significava aprire un ramo nuovo negli studi, del tutto inesplorato, e Cavalli Sforza decise che la sua ricerca finanziata dalla Rockefeller avrebbe avuto come oggetto gli studi della deriva genetica nella popolazione della val Parma. Con l'aiuto di Moroni, divenuto professore di scienze naturali al seminario arcivescovile, riuscì ad ottenere un certo numero di campioni da studiare: fra 30 e 50 per parrocchia e in 75 parrocchie diverse. I dati raccolti, dimostravano una variazione nettamente superiore in montagna, e intermedia in collina, rispetto a quella registrata in pianura. Nel 1965 lo studioso invitò a Parma Motoo Kimura, un genetista botanico che era diventato anche matematico di fama internazionale per i suoi studi sulla genetica delle popolazioni. Con lui proseguì quest'esperienza di studio. I risultati delle ricerche nella provincia di Parma, sono stati di recente pubblicati con la collaborazione di Antonio Moroni e Gianna Zei in un libro Consanguinity, Inbreeding and Genetic Drift in Italy. Nel 1962 Luca Cavalli Sforza è diventato professore straordinario di genetica. Con non pochi problemi, tuttavia, dovuti ai giochi di potere che caratterizzano la burocrazia delle università italiane. Divenuto direttore del Dipartimento di genetica in un laboratorio del CNR, in seguito ne affidò la direzione ad Arturo Falaschi.

### Le ricerche sull'evoluzione umana
Come ha spesso ammesso di persona, dopo gli studi di genetica nella val di Parma gli venne il desiderio di sviluppare una ricerca che interessasse l'evoluzione dell'uomo dal principio ad oggi. E così fece. Il problema principale da risolvere era quello di ricostruire l'albero evolutivo del genoma umano. Luca Cavalli-Sforza decise di farsi aiutare da un allievo di Fisher, Anthony Edwards. Lo invitò quindi a Pavia e gli chiese di procurarsi attraverso Arthur Ernest Mourant (dell'Istituto Lister di Londra) le informazioni necessarie sui gruppi sanguigni delle popolazioni del mondo, che Mourant stesso aveva catalogato. Nel 1963 da lì arrivarono a creare il primo albero evolutivo. Risultò allora evidente che la massima differenza riscontrabile era fra africani e aborigeni australiani, i due gruppi che rappresentavano i poli estremi della variazione. Ipotizzando che la differenziazione massima si fosse prodotta da Est ad Ovest. Inoltre, i rami degli europei e degli asiatici erano più corti di quelli africani ed australiani. Attraverso i dati antropometrici, quelli derivati dalla morfologia di ognuno di noi, e considerando anche il peso che le variazioni climatiche hanno sulla nostra costituzione, gli studi proseguirono. Quell'anno stesso Cavalli-Sforza fu invitato alla sessione generale del Congresso internazionale di genetica all'Aia. In quella occasione, risultò chiaro che il drift (la “deriva genetica”) aveva anch'esso un ruolo fondamentale nello studio condotto da Cavalli Sforza.
Con Anthony Edwards e Alberto Piazza egli riuscì a dimostrare che le analisi dei dati riscontrate utilizzando gli alberi evolutivi, combaciavano con quelle eseguite dall'analisi delle componenti principali(le cosiddette CP). Sempre con Edwards, Cavalli-Sforza scrisse due articoli, uno di tassonomia e uno di genetica, pubblicati nel 1964, in cui si rendevano pubblici gli studi condotti attraverso la teoria degli alberi. Sforza stesso definì lo studio prodotto come una ricerca di tipo “multidisciplinare”, perché in essa ci si era serviti di informazioni provenienti dall'archeologia, dall'antropologia culturale, dall'etnografia, dalla demografia e dalla linguistica.
Negli anni sessanta, mentre insegnava a Parma e a Pavia, Cavalli-Sforza aveva condotto anche una ricerca sui Pigmei. Era stato affascinato da questa popolazione così gentile e laboriosa, che si era prestata (superate le difficoltà iniziali) a numerosi prelievi sanguigni, diventati utilissimi per il proseguimento degli studi sull'evoluzione umana. il ricercatore aveva concentrato per un breve periodo i suoi studi anche sulle prime tracce neolitiche in Italia (i Nuraghi di Sardegna, le Specchie della Puglia), impegnandosi in studi archeologici che gli permisero quindi di partecipare al Congresso di archeologia a Mamaia, in Romania, nel 1970. Attraverso successivi studi Sforza si occupò della diffusione dell'agricoltura, poi della diffusione culturale della ceramica. Tali ricerche, condotte con Albert Ammerman, gli procurarono non poche polemiche con Brian Sykes che nel 1996 accusò Cavalli-Sforza e Bodmer di aver sostenuto in un libro del 1976 che la diffusione fosse solo demica.
Negli anni ottanta l'attenzione del ricercatore si spostò dai pigmei ai Boscimani, per condurre indagini sull'evoluzione utilizzando le variazioni di Dna, ma le sue ricerche sul DNA mitocondriale si conclusero presto perché Allan Wilson, a Berkeley, utilizzando come sorgente del Dna la placenta, aveva trovato una nuova strada, più proficua, per quel tipo di studi.
Cavalli-Sforza inoltre per qualche tempo provò anche ad occuparsi di malattie genetiche, partendo dalla ricerca del gene responsabile della fibrosi cistica, che fu poi trovato da Lap-Chi Tsui; proseguì con la neurofibromatosi, ma fu battuto sul tempo da Mark Skolnick. L'ultima sua ricerca di questo genere riguardò l'autismo, con la collaborazione dello psichiatra di Stanford Roland Ciaranello.
Attraverso le indagini evolutive sulle popolazioni africane e gli studi archeologici, in seguito Cavalli-Sforza si è occupato dell'evoluzione culturale, individuando nel linguaggio il motore e il testimone di tale evoluzione. Egli si è interessato quindi delle relazioni tra genetica e linguistica. Utilizzando i precedenti modelli degli alberi evolutivi notò che le due maggiori superfamiglie proposte dai linguisti, l'eurasiatica e la nostratica corrispondevano ai rami principali dell'albero. Anche queste ricerche incontrarono dapprima lo scetticismo della comunità scientifica. Esse sono contenute nel lavoro, iniziato nel '78, che diverrà famoso con la sigla HGHG, ovvero History and Geography of Human Genes. Questi risultati hanno influenzato le teorie di Jared Diamond.

### La carriera universitaria negli Stati Uniti d'America
Nel 1960, su invito di Lederberg, tenne un corso di due mesi a Stanford sulla genetica delle popolazioni umane, che ripeté dopo due anni con Walter Bodmer. Dopo il secondo corso, gli fu offerta la cattedra di genetica a Stanford. Nel biennio tra il 1968 e il 1969 si spostò “in prova” con la famiglia negli Stati Uniti d'America e dal 1971 iniziò a insegnare a Stanford stabilmente.
Le ricerche degli ultimi anni hanno fornito buona parte del materiale per il libro divulgativo Chi siamo. La storia della diversità umana (Mondadori, 1993) scritto insieme al figlio Francesco.

## Studi scientifici
Luigi Luca Cavalli-Sforza è stato uno dei primi genetisti a chiedersi se i geni dell'uomo moderno contengano ancora una traccia della storia dell'umanità. Ha dato inizio ad un nuovo campo di ricerca combinando la demografia con le analisi dei gruppi sanguigni nella popolazione. I suoi studi hanno permesso di ritrovare nell'attuale patrimonio genetico dell'uomo i segni lasciati dai grandi movimenti migratori del passato e delle società multietniche.

## Critiche
Gli studi di Cavalli-Sforza, in special modo il suo ambizioso Human Genome Diversity Project, hanno ricevuto negli anni molte critiche, tra cui le accuse di neocolonialismo e biopirateria.
Il linguista Bill Poser nel blog Language Log ha criticato alcuni commenti di Cavalli-Sforza riguardo alla linguistica, in particolare i punti in cui si rifà alle teorie dei linguisti Merritt Ruhlen e Joseph Greenberg, che nei loro studi hanno raggruppato i linguaggi del mondo in grandissime famiglie, usando spesso (specialmente per quanto riguarda lingue di cui non abbiamo tradizione scritta e che sono state poco indagate) criteri giudicati da alcuni studiosi poco scientifici o discutibili. Queste ipotetiche "mega-famiglie" linguistiche sono, nello studio di Cavalli-Sforza, il punto di partenza per la comparazione con classificazioni genetiche di eguale scala della popolazione umana.

## Opere
- Teoria dell'urto ed unità biologiche elementari, con Adriano Buzzati-Traverso, Milano, Longanesi, 1947.
- Genetica. Lezioni dettate da Luigi Cavalli-Sforza e Giovanni Magni (Università degli studi di Pavia), Milano, R. Malfasi, 1953.
- Analisi statistica per medici e biologi e analisi del dosaggio biologico, Torino, P. Boringhieri, 1961.
- Appunti alle lezioni di genetica e biologia molecolare tenute dal prof. L. L. Cavalli-Sforza, Parma, Casanova, 1962.
- Appunti alle lezioni di genetica medica tenute dal prof. L. L. Cavalli-Sforza, Parma, Casanova, 1962.
- A.W.F. Edwards and Luigi Luca Cavalli-Sforza. 1964. Reconstruction of evolutionary trees, pp. 67–76 in Phenetic and Phylogenetic Classification, ed. V. H. Heywood and J. McNeill. Systematics Association pub. no. 6, London.
- Luigi Luca Cavalli-Sforza and A.W.F. Edwards. 1965. Analysis of human evolution, pp. 923–933 in Genetics Today. Proceedings of the XI International Congress of Genetics, The Hague, The Netherlands, September, 1963, volume 3, ed. S. J. Geerts, Pergamon Press, Oxford.
- Luigi Luca Cavalli-Sforza and A.W.F. Edwards. 1967. Phylogenetic analysis: models and estimation procedures. American Journal of Human Genetics 19: 233-257.
- The genetics of human population, con Walter F. Bodmer, San Francisco, W. H. Freeman and C., 1971.
- Introduzione alla genetica umana, Milano, Arnoldo Mondadori Editore, 1974.
- Genetica, evoluzione, uomo, con Walter F. Bodmer, 3 voll., Milano, Edizioni scientifiche e tecniche Mondadori, 1976.
- Evoluzione, Padova, Piccin, 1978.
- Cultural transmission and evolution. A quantitative approach, con Marcus W. Feldman, Princeton, Princeton University Press, 1981.
- African Pygmies, Academic Press, Orlando, 1986
- La transizione neolitica e la genetica di popolazione in Europa, con Albert J. Ammerman, Torino, Boringhieri, 1986. ISBN 88-339-0043-6
- Chi siamo. La storia della diversità umana, con Francesco Cavalli-Sforza, Milano, Arnoldo Mondadori Editore, 1993. ISBN 88-04-36901-9
- Geni, popoli e lingue, Milano, Adelphi, 1996. ISBN 88-459-1200-0
- Razza o pregiudizio? L'evoluzione dell'uomo fra natura e storia, con Francesco Cavalli-Sforza e Ada Piazza, Milano, Einaudi scuola, 1996. ISBN 88-286-0297-X
- La scienza della felicità. Ragioni e valori della nostra vita, con Francesco Cavalli-Sforza, Milano, Arnoldo Mondadori Editore, 1997. ISBN 88-04-41061-2
- Storia e geografia dei geni umani, con Paolo Menozzi e Alberto Piazza, Milano, Adelphi, 1997. ISBN 88-459-1336-8
- L'evoluzione della cultura. Proposte concrete per studi futuri, Torino, Codice Edizioni, 2004. ISBN 88-7578-001-3
- L'evoluzione della cultura, Torino, Codice Edizioni, 2019, ISBN 978-88-7578-826-1
- Perché la scienza. L'avventura di un ricercatore, con Francesco Cavalli-Sforza, Milano, Arnoldo Mondadori Editore, 2005. ISBN 88-04-50680-6
- Il caso e la necessità. Ragioni e limiti della diversità genetica. Roma, Di Renzo, 2007. ISBN 88-8323-165-1
- Itinerari di scienze della Terra, con Francesco Cavalli-Sforza, Milano, Einaudi scuola, 2007. ISBN 978-88-286-0918-6
- Itinerari di biologia, con Francesco Cavalli-Sforza, Milano, Einaudi scuola, 2007. ISBN 978-88-286-0920-9
- Itinerari di scienze della natura, con Francesco Cavalli-Sforza, Milano, Einaudi scuola, 2007. ISBN 978-88-286-0922-3
- L'uomo. Animale genetico o culturale?, Modena, Fondazione Collegio San Carlo di Modena per festivalfilosofia, 2007.
- La cultura italiana, I, Terra e popoli, a cura di e con Alberto Piazza, Torino, UTET, 2009. ISBN 978-88-02-08124-3
- Pianeta in evoluzione, con Francesco Cavalli-Sforza, Milano, Einaudi scuola, 2010. ISBN 978-88-286-1011-3
- Vita in evoluzione, con Francesco Cavalli-Sforza, Milano, Einaudi scuola, 2010. ISBN 978-88-286-1012-0
- Homo Sapiens. La grande storia della diversità umana, (curatore, con Telmo Pievani), mostra al Palazzo delle Esposizioni di Roma (11 novembre 2011 - 12 febbraio 2012).
- Razzismo e noismo. Le declinazioni del noi e l'esclusione dell'altro, (con Daniela Padoan), Einaudi 2013. ISBN 978-88-06-21604-7

## Onorificenze
- Nel 1981, per i suoi meriti di studioso, l'Accademia Nazionale dei Lincei gli ha conferito il Premio Feltrinelli.[9]
- Il 15 marzo 1986 ha ricevuto una laurea honoris causa in Scienze naturali dall'Università della Calabria.[10]

## Riconoscimenti
- Nel 1977 ha ricevuto il Weldon Memorial Prize[11]
- Nel 1997 gli è stato assegnato il Premio Nonino
- Nel 1999 ha ricevuto il Premio Balzan per la scienza delle origini dell'uomo.
- Nel 2005, con il libro L'evoluzione della cultura ha vinto nella sezione saggi il 3º Premio letterario Merck Serono, premio dedicato a saggi e romanzi, pubblicati in italiano, che sviluppino un confronto e un intreccio tra scienza e letteratura, con l'obiettivo di stimolare un interesse per la cultura scientifica, rendendola accessibile anche ai meno esperti.
- Nel 2006 è vincitore dell'ultima assegnazione del Premio Bressa dell'Accademia delle Scienze di Torino.
- Nel 2010 è vincitore della prima edizione del Premio Ghislieri alla carriera per gli importanti risultati ottenuti nell'ambito della biomedicina
- Nel 2012, per festeggiare il suo novantesimo compleanno, il Comune di Milano (dove risiedeva dopo una vita passata in giro per il mondo), insieme con enti museali, aziende e fondazioni culturali, ha organizzato una mostra fotografica sulla sua vita e i suoi studi, al Museo Civico di Scienze Naturali[12].

È stato socio nazionale dell'Accademia dei Lincei per la classe delle Scienze Fisiche, membro ordinario della Pontificia Accademia delle Scienze., socio onorario della Società italiana di biologia evoluzionistica.